# Barkeria spectabilis
Barkeria spectabilis är en orkidéart som beskrevs av James Bateman och John Lindley. Barkeria spectabilis ingår i släktet Barkeria och familjen orkidéer. Inga underarter finns listade i Catalogue of Life.

## Bildgalleri

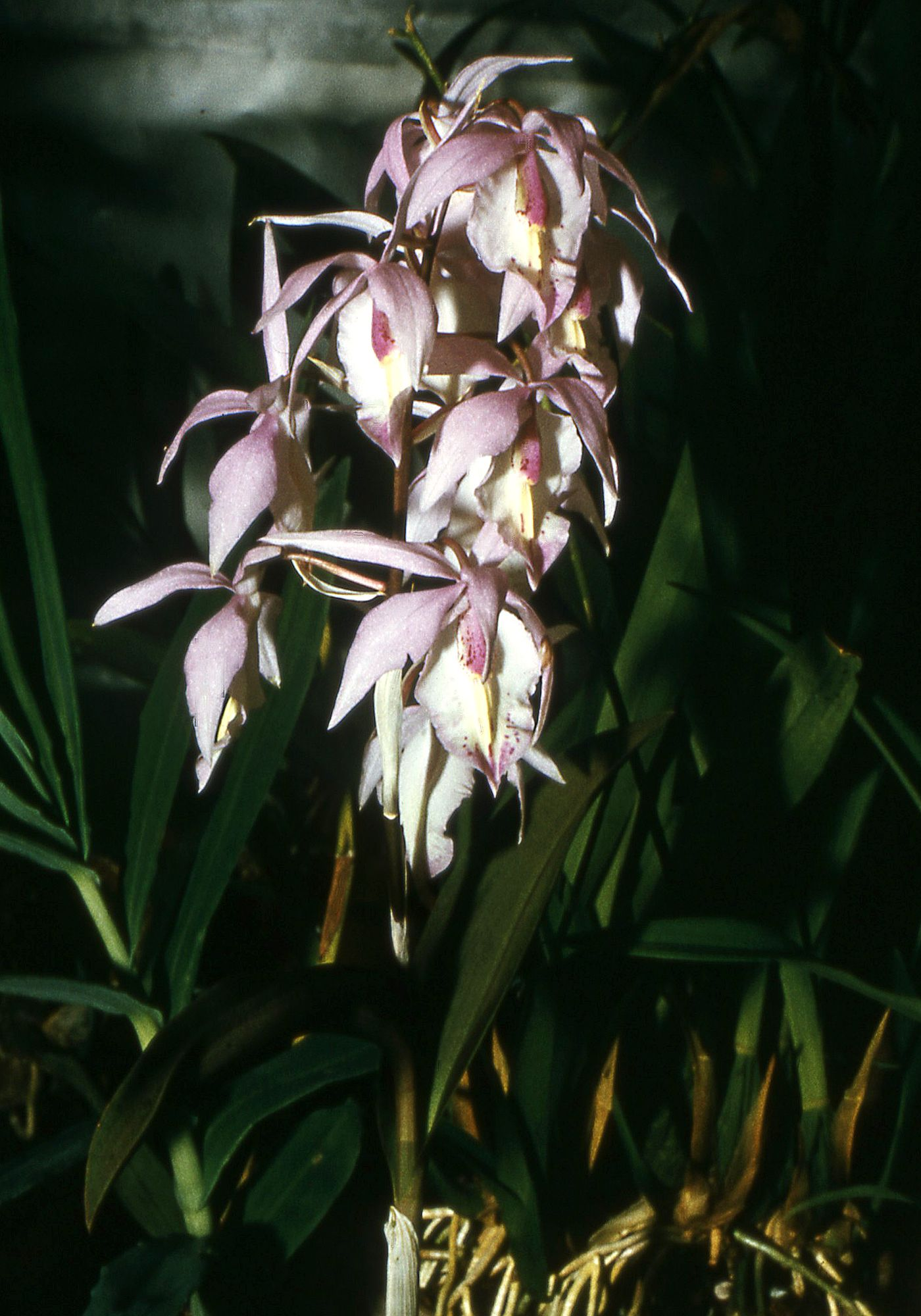
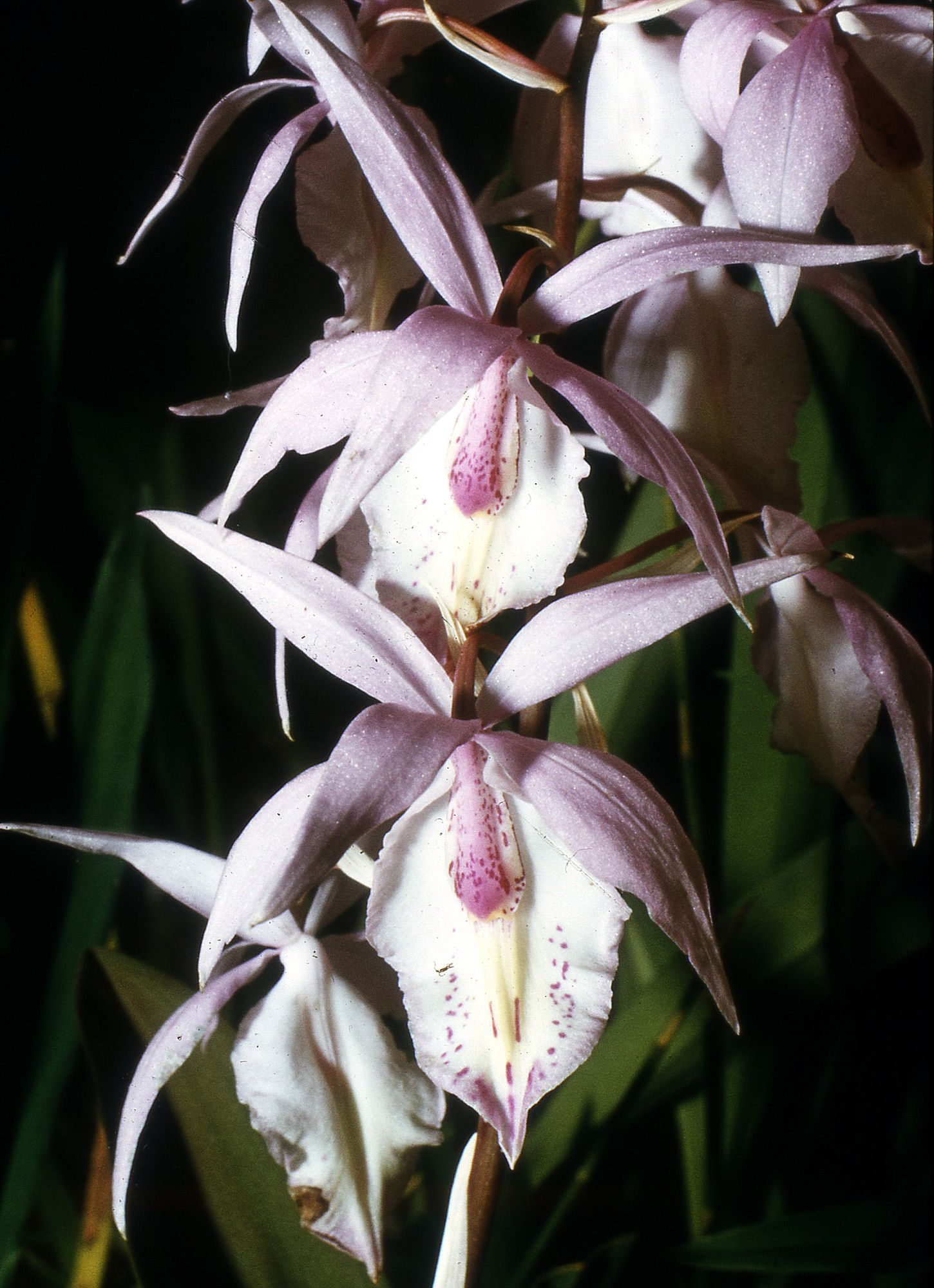
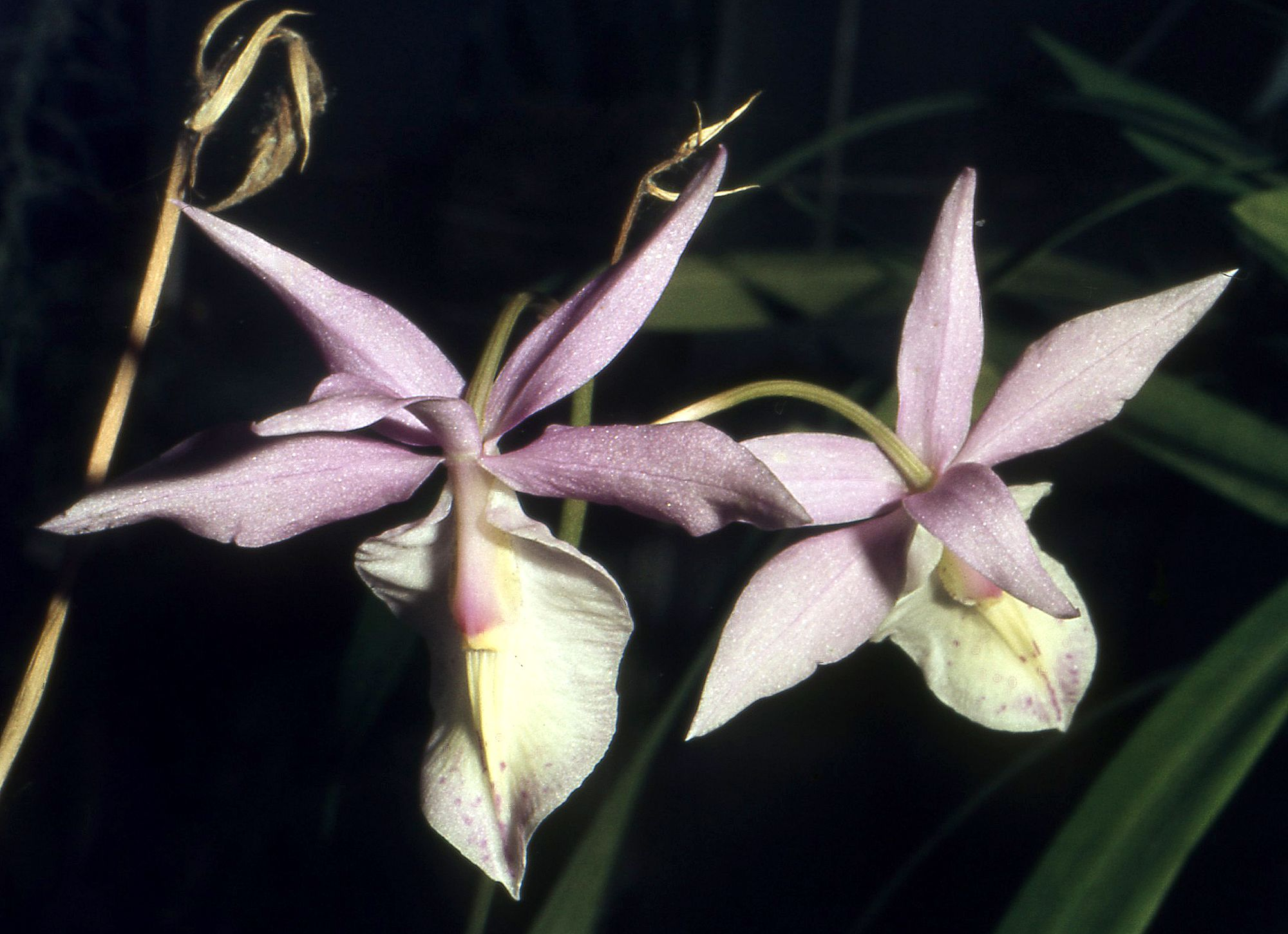
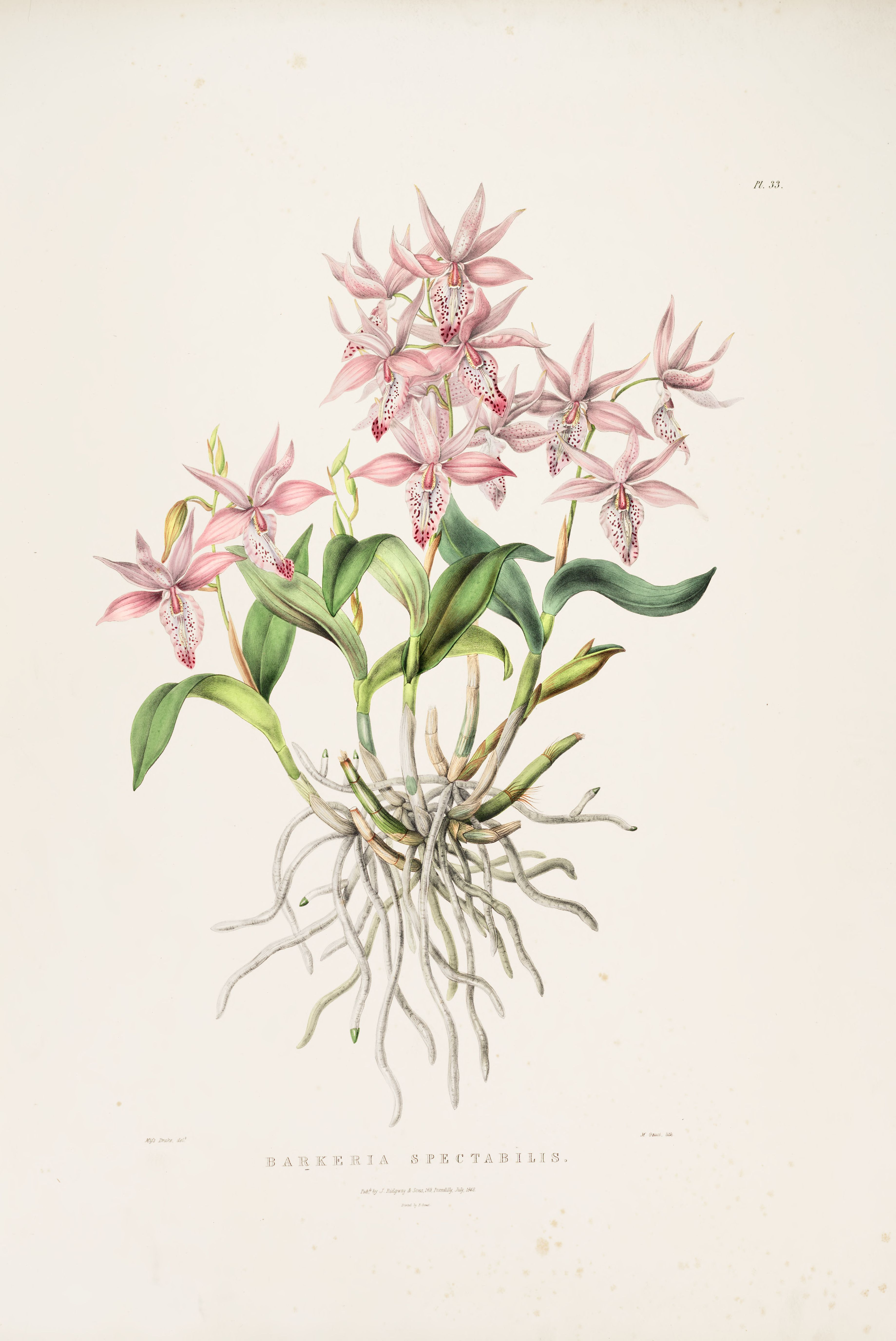
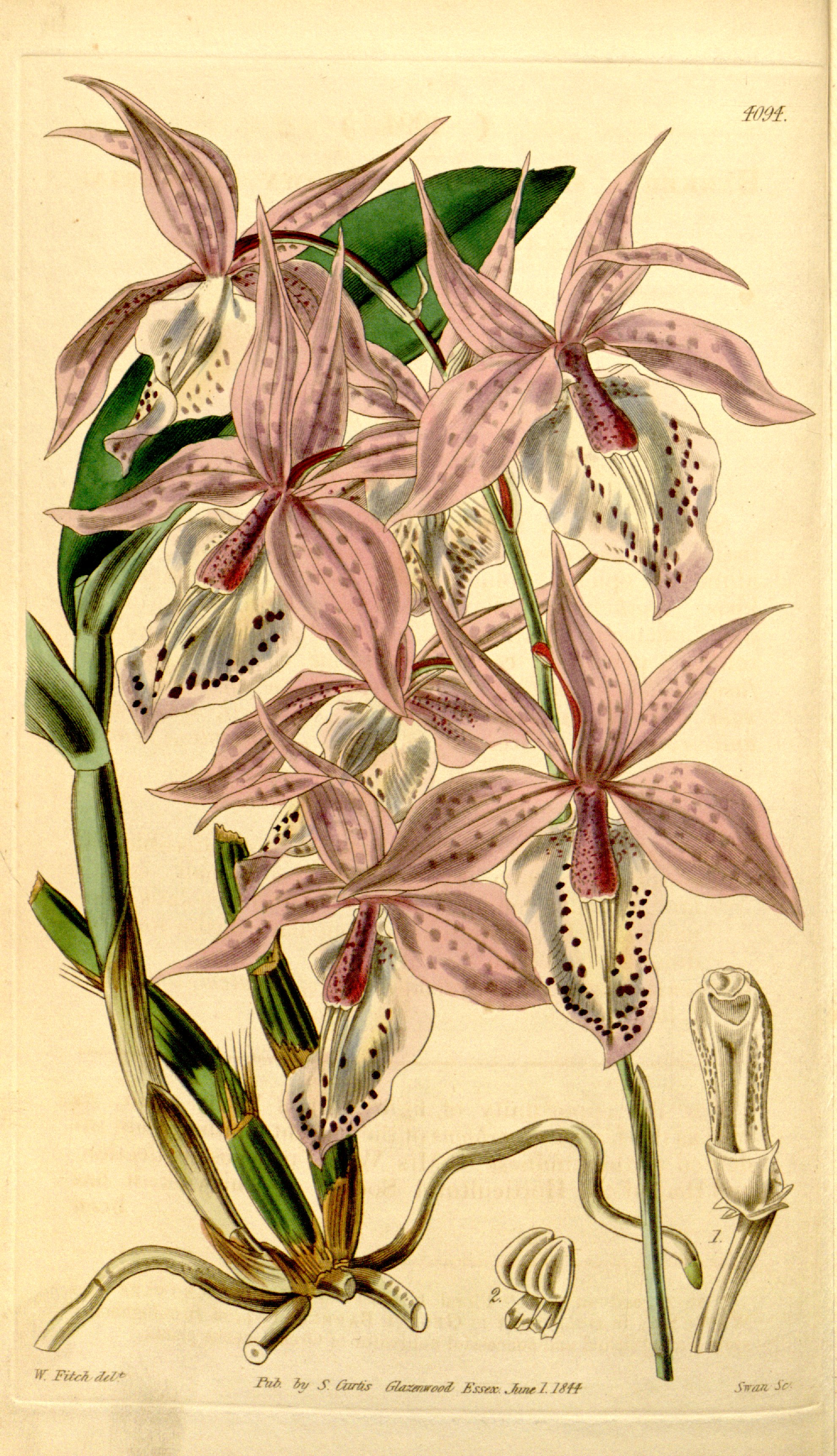